# Kanton Yvetot
Der Kanton Yvetot ist seit 1790 ein französischer Wahlkreis im Arrondissement Rouen im Département Seine-Maritime in der Region Normandie; sein Hauptort ist Yvetot. Der Kanton liegt im Mittel auf 140 Meter über dem Meeresspiegel, zwischen 29 m in Touffreville-la-Corbeline und 157 m in Yvetot.

## Gemeinden
Der Kanton besteht aus 53 Gemeinden mit insgesamt 43.163 Einwohnern (Stand: 1. Januar 2022) auf einer Gesamtfläche von 360,36 km²:
| Gemeinde                   | Einwohner 1. Januar 2022 | Fläche km² | Dichte Einw./km² | Code INSEE | Postleitzahl |
| -------------------------- | ------------------------ | ---------- | ---------------- | ---------- | ------------ |
| Allouville-Bellefosse      | 1.147                    | 14,66      | 78               | 76001      | 76190        |
| Amfreville-les-Champs      | 190                      | 4,60       | 41               | 76006      | 76560        |
| Ancretiéville-Saint-Victor | 374                      | 11,54      | 32               | 76010      | 76760        |
| Anvéville                  | 298                      | 4,23       | 70               | 76023      | 76560        |
| Auzebosc                   | 1.120                    | 4,76       | 235              | 76043      | 76190        |
| Auzouville-l’Esneval       | 360                      | 5,66       | 64               | 76045      | 76760        |
| Baons-le-Comte             | 336                      | 5,38       | 62               | 76055      | 76190        |
| Bénesville                 | 162                      | 5,51       | 29               | 76077      | 76560        |
| Berville-en-Caux           | 709                      | 6,72       | 106              | 76087      | 76560        |
| Bois-Himont                | 447                      | 5,84       | 77               | 76110      | 76190        |
| Boudeville                 | 220                      | 4,66       | 47               | 76129      | 76560        |
| Bourdainville              | 476                      | 5,34       | 89               | 76132      | 76760        |
| Bretteville-Saint-Laurent  | 164                      | 3,97       | 41               | 76144      | 76560        |
| Butot                      | 281                      | 5,51       | 51               | 76149      | 76890        |
| Canville-les-Deux-Églises  | 307                      | 5,77       | 53               | 76158      | 76560        |
| Carville-Pot-de-Fer        | 103                      | 5,34       | 19               | 76161      | 76560        |
| Cideville                  | 423                      | 5,37       | 79               | 76174      | 76570        |
| Criquetot-sur-Ouville      | 803                      | 5,83       | 138              | 76198      | 76760        |
| Doudeville                 | 2.440                    | 14,51      | 168              | 76219      | 76560        |
| Écretteville-lès-Baons     | 352                      | 9,39       | 37               | 76225      | 76190        |
| Ectot-l’Auber              | 706                      | 5,00       | 141              | 76227      | 76760        |
| Ectot-lès-Baons            | 398                      | 4,92       | 81               | 76228      | 76970        |
| Étalleville                | 428                      | 3,55       | 121              | 76251      | 76560        |
| Étoutteville               | 837                      | 11,59      | 72               | 76253      | 76190        |
| Flamanville                | 466                      | 4,48       | 104              | 76264      | 76970        |
| Fultot                     | 246                      | 3,72       | 66               | 76293      | 76560        |
| Gonzeville                 | 121                      | 4,83       | 25               | 76309      | 76560        |
| Grémonville                | 447                      | 8,27       | 54               | 76325      | 76970        |
| Harcanville                | 525                      | 7,48       | 70               | 76340      | 76560        |
| Hautot-le-Vatois           | 334                      | 6,07       | 55               | 76347      | 76190        |
| Hautot-Saint-Sulpice       | 691                      | 8,53       | 81               | 76348      | 76190        |
| Héricourt-en-Caux          | 950                      | 10,81      | 88               | 76355      | 76560        |
| Hugleville-en-Caux         | 420                      | 9,45       | 44               | 76370      | 76570        |
| Le Torp-Mesnil             | 454                      | 5,23       | 87               | 76699      | 76560        |
| Les Hauts-de-Caux          | 1.342                    | 11,76      | 114              | 76041      | 76190        |
| Lindebeuf                  | 383                      | 4,62       | 83               | 76387      | 76760        |
| Motteville                 | 768                      | 8,68       | 88               | 76456      | 76970        |
| Ouville-l’Abbaye           | 654                      | 7,31       | 89               | 76491      | 76760        |
| Prétot-Vicquemare          | 229                      | 4,73       | 48               | 76510      | 76560        |
| Reuville                   | 149                      | 4,37       | 34               | 76524      | 76560        |
| Robertot                   | 217                      | 2,45       | 89               | 76530      | 76560        |
| Routes                     | 286                      | 4,47       | 64               | 76542      | 76560        |
| Saint-Clair-sur-les-Monts  | 646                      | 4,07       | 159              | 76568      | 76190        |
| Saint-Laurent-en-Caux      | 728                      | 6,46       | 113              | 76597      | 76560        |
| Saint-Martin-aux-Arbres    | 305                      | 5,14       | 59               | 76611      | 76760        |
| Sainte-Marie-des-Champs    | 1.583                    | 4,11       | 385              | 76610      | 76190        |
| Saussay                    | 379                      | 5,17       | 73               | 76668      | 76760        |
| Touffreville-la-Corbeline  | 839                      | 12,59      | 67               | 76702      | 76190        |
| Valliquerville             | 1.464                    | 13,39      | 109              | 76718      | 76190        |
| Vibeuf                     | 621                      | 8,66       | 72               | 76737      | 76760        |
| Yerville                   | 2.658                    | 10,42      | 255              | 76752      | 76760        |
| Yvecrique                  | 629                      | 5,97       | 105              | 76757      | 76560        |
| Yvetot                     | 11.548                   | 7,47       | 1.546            | 76758      | 76190        |
| Kanton Yvetot              | 43.163                   | 360,36     | 120              | 7635       | –            |

Bis zur Neuordnung bestand der Kanton Yvetot aus den 12 Gemeinden Allouville-Bellefosse, Autretot, Auzebosc, Baons-le-Comte, Bois-Himont, Écretteville-lès-Baons, Saint-Clair-sur-les-Monts, Sainte-Marie-des-Champs, Touffreville-la-Corbeline, Valliquerville, Veauville-lès-Baons und Yvetot. Sein Zuschnitt entsprach einer Fläche von 93,42 km2.

## Veränderungen im Gemeindebestand seit der landesweiten Neuordnung der Kantone
2019: Fusion Autretot und Veauville-lès-Baons → Les Hauts-de-Caux

## Politik
| Vertreter im Départementrat | Vertreter im Départementrat | Vertreter im Départementrat |
| Amtszeit                    | Namen                       | Partei                      |
| --------------------------- | --------------------------- | --------------------------- |
| 1994–2008                   | Philippe Décultot           | Parteilos                   |
| 2008–2015                   | Émile Canu                  | PS                          |
| 2015–                       | Charlotte Masset            | UDI                         |
| 2015–                       | Alfred Trassy-Paillogues    | LR                          |

## Bevölkerungsentwicklung
| 1962   | 1968   | 1975   | 1982   | 1990   | 1999   | 2010   |
| ------ | ------ | ------ | ------ | ------ | ------ | ------ |
| 12.350 | 14.189 | 16.016 | 17.707 | 18.846 | 19.310 | 20.814 |